# Luci Domici Ahenobarb (cònsol 94 aC)
Luci Domici Ahenobarb (llatí: Lucius Domitius Cn. F. Cn. N. Ahenobarbus) va ser fill del Gneu Domici Ahenobarb (cònsol 122 aC), i germà del cònsol del 96 aC Gneu Domici Ahenobarb (homònim del pare). Pertanyia a la gens Domícia, una gens romana d'origen plebeu que es va convertir en una de les més il·lustres de Roma.
Va ser pretor a Sicília segurament el 96 aC després de la guerra dels Esclaus, quan aquests no podien portar armes. Va fer crucificar a un esclau que va matar un senglar amb una llança. L'any 94 aC va ser cònsol. A la guerra civil entre Màrius i Sul·la va ser partidari del darrer, i va ser assassinat a Roma el 82 aC pel pretor Damasip, per ordre de Màrius el Jove.